# Food miles

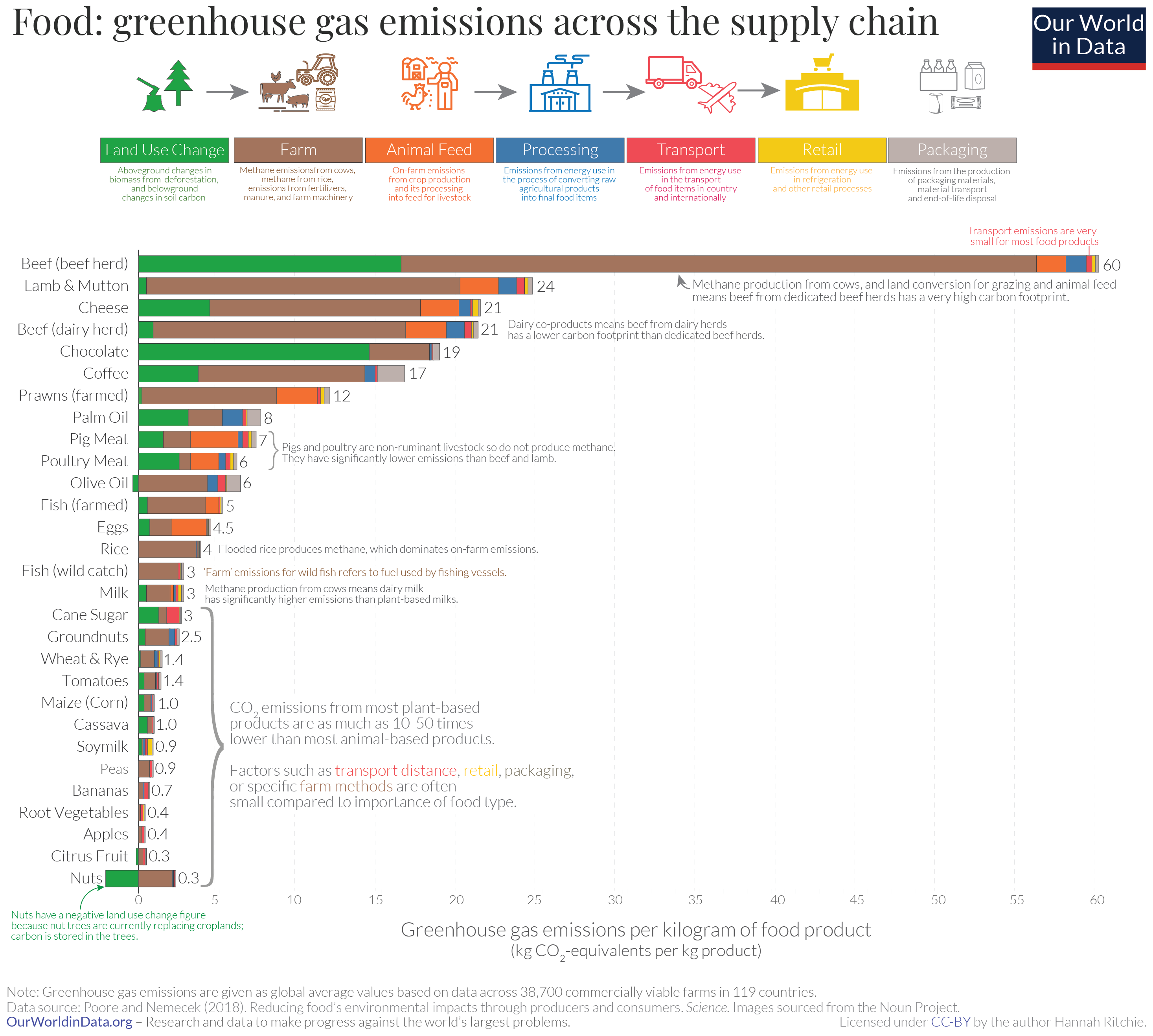
Os transportes (a vermelho) têm uma quota-parte muito pequena nas emissões de gases com efeito de estufa dos produtos alimentares.

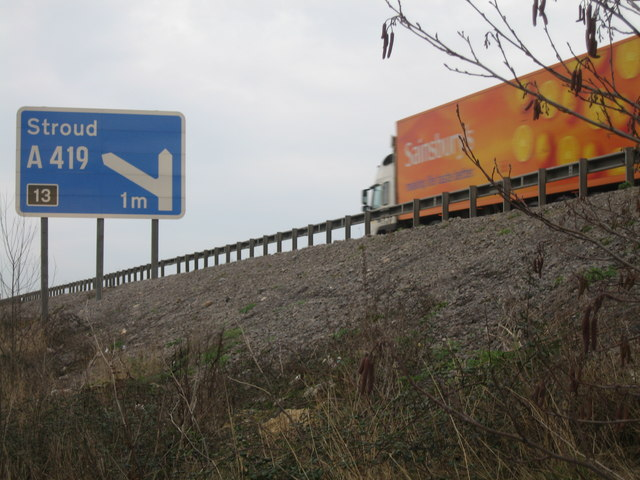
Um caminhão transportando produtos

Food miles é um termo em inglês significando milhas do alimento utilizado para se referir a distância que o alimento é transportado desde o momento de sua fabricação até chegar ao consumidor. As milhas do alimento são um fator usado ao testar o impacto ambiental dos alimentos, como a pegada de carbono dos alimentos .
O conceito de food miles surgiu no início dos anos 1990 no Reino Unido. Foi concebido pelo professor Tim Lang na Aliança de Agricultura Sustentável, Alimentos e Meio Ambiente (SAFE)  e apareceu pela primeira vez em um relatório, "The Food Miles Report: The dangers of long-distance food transport", escrito por Angela Paxton .
Alguns estudiosos acreditam que o aumento da distância percorrida por alimentos se deve à globalização do comércio; o foco das bases de abastecimento de alimentos em distritos  maiores; mudanças drásticas nos padrões de entrega; o aumento de alimentos processados; e a menor quantidade de idas ao supermercado. Estes fazem uma pequena parte das emissões de gases de efeito estufa criadas pelos alimentos; 83% das emissões totais de CO 2 estão em fase de produção.
Vários estudos comparam as emissões de carbono ao longo de todo o ciclo alimentar, incluindo produção, consumo e transporte. No Reino Unido, por exemplo, as emissões relacionadas à agricultura podem representar aproximadamente 40% da cadeia alimentar geral (incluindo varejo, embalagem, fabricação de fertilizantes e outros fatores), enquanto os gases de efeito estufa emitidos no transporte representam cerca de 12% do total das emissões dessa cadeia.
Um estudo de 2022 sugere que as emissões globais totais de CO2 pelas  milhas alimentares são 3,5 a 7,5 vezes maiores do que as estimadas anteriormente, com o transporte representando cerca de 19% das emissões totais do sistema alimentar, embora a mudança para dietas baseadas em vegetais permaneça substancialmente maior importante.
O conceito de “food miles” tem críticas, e as food miles nem sempre estão correlacionados com o impacto ambiental real da produção de alimentos. Em comparação, o percentual de energia total utilizada na preparação de alimentos em casa é de 26% e no processamento de alimentos é de 29%, sendo muito maiores do que o transporte.

## Visão geral
O conceito de food miles faz parte da questão mais ampla da sustentabilidade que trata de uma ampla gama de questões ambientais, sociais e econômicas, incluindo a alimentação local. O termo foi cunhado por Tim Lang (agora professor de Política Alimentar, City University, Londres ) que diz: "O objetivo foi destacar as consequências ecológicas, sociais e econômicas ocultas da produção de alimentos para os consumidores de uma maneira simples, realidade, mas também conotações." O aumento da distância percorrida por alimentos nos países desenvolvidos foi causado pela globalização do comércio de alimentos, que aumentou quatro vezes desde 1961. Alimentos transportados por estradas produzem mais emissões de carbono do que qualquer outra forma de transporte de alimentos. O transporte rodoviário produz 60% das emissões de carbono do transporte de alimentos do mundo. O transporte aéreo produz 20% das emissões de carbono do transporte de alimentos do mundo. O transporte ferroviário e marítimo produz 10% de cada uma das emissões de carbono do transporte de alimentos do mundo.
Embora nunca tenha sido concebido como uma medida completa, o conceito de food miles foi atacado como um meio ineficaz de encontrar o verdadeiro impacto ambiental. Por exemplo, um relatório do DEFRA em 2005 realizado por pesquisadores da AEA Technology Environment, intitulado The Validity of Food Miles as an Indicator of Sustainable Development, incluiu descobertas de que "os custos ambientais, sociais e econômicos diretos do transporte de alimentos são mais de £9 bilhões cada ano, e são dominados pelo congestionamento." O relatório também indica que não é apenas a distância que o alimento percorreu, mas que é importante considerar método de deslocamento em todas as partes da cadeia. Muitas viagens de carros pessoais para shopping centers teriam um impacto ambiental negativo em comparação com o transporte de alguns caminhões para lojas de bairro que podem ser facilmente alcançadas a pé ou de bicicleta. Mais emissões são criadas pela ida ao supermercado para comprar alimentos transportados por via aérea do que foi criado pelo frete aéreo em primeiro lugar. Além disso, os efeitos ambientais positivos da agricultura orgânica podem ser comprometidos pelo aumento do transporte, a menos que seja produzido por fazendas locais. O Carbon Trust observa que, para entender as emissões de carbono da produção de alimentos, todos os processos de emissão de carbono que ocorrem como resultado da obtenção de alimentos do campo para nossos pratos precisam ser considerados, incluindo produção, origem, sazonalidade e cuidados com a casa.

## Asfood milesnos negócios
Um estudo recente liderado pelo professor Miguel Gomez da Cornell University e apoiado pelo Atkinson Center for a Sustainable Future, descobriu que, em muitos casos, a cadeia de suprimentos dos supermercados se saiu melhor em termos de food miles e consumo de combustível que mercados de agricultores. Isso sugeriu que a venda de alimentos locais por meio de supermercados pode ser economicamente mais viável e sustentável do que por meio de mercados de agricultores.

## Calculando as milhas de alimentos
Com alimentos processados feitos de muitos ingredientes diferentes, é complicado, embora não impossível, calcular as emissões de CO2. No entanto, assim como tanto Tim Lang quanto o relatório Food Miles observaram, o número é interessante, mas não pode dar uma imagem completa de quão sustentável – ou não – é um produto alimentício.
O Wal-Mart divulgou um comunicado de imprensa que afirmava que a comida viajou 2400 quilômetros antes de chegar aos clientes. As estatísticas despertaram a preocupação do público sobre as milhas de alimentos. De acordo com Jane Black, uma escritora de alimentos que cobre a política alimentar, o número foi derivado de um pequeno banco de dados. Os 22 mercados terminais dos quais os dados foram coletados movimentaram 30% da produção dos Estados Unidos.
Alguns aplicativos  permitem que os consumidores obtenham informações sobre produtos alimentícios, incluindo informações nutricionais, origem do produto e a distância percorrida pelo produto desde o local de produção até o consumidor. Esses aplicativos incluem OpenLabel, Glow e Open Food Facts. Esses aplicativos podem contar com a leitura de código de barras. Além disso, os smartphones podem escanear o código QR de um produto, após o qual o navegador abre mostrando o local de produção do produto.

## Críticas

### Fair trade(comércio justo)
De acordo com pesquisadores da Oxfam, existem muitos outros aspectos do processamento agrícola e da cadeia de fornecimento de alimentos que contribuem para as emissões de gases de efeito estufa  não são levados em conta pelas food miles. Há benefícios a serem obtidos melhorando os meios de subsistência nos países pobres por meio do desenvolvimento agrícola. Os pequenos agricultores podem muitas vezes melhorar sua renda e padrão de vida se puderem vender para mercados de exportação distantes para produtos hortícolas de maior valor, afastando-se da agricultura de subsistência
No entanto, as exportações dos países pobres nem sempre beneficiam os pobres. A menos que o produto tenha um selo de certificação <i>Fairtrade</i>, ou um selo de outro esquema robusto e independente, as exportações de alimentos podem piorar uma situação ruim. Apenas uma porcentagem muito pequena do que os importadores pagam acabará nas mãos dos trabalhadores das plantações. Os salários são frequentemente muito baixos e as condições de trabalho são más e por vezes perigosas. Às vezes, os alimentos cultivados para exportação ocupam terras que foram usadas para cultivar alimentos para consumo local, para que a população local passe fome.

### Energia usada na produção e no transporte
Alguns pesquisadores argumentam que uma avaliação ambiental mais completa dos alimentos que os consumidores compram precisa levar em consideração como os alimentos foram produzidos e qual tipo de energia é usada em sua produção. Um estudo de caso recente do Departamento de Meio Ambiente, Alimentação e Assuntos Rurais (DEFRA) indicou que os tomates cultivados na Espanha e transportados para o Reino Unido podem ter uma pegada de carbono menor em termos de energia do que os produzidos nas estufas aquecidas no Reino Unido.
De acordo com pesquisadores alemães, o conceito de food miles induz o consumidor em erro porque o tamanho das unidades de transporte e produção não é levado em consideração. Utilizando a metodologia de Avaliação do Ciclo de Vida (LCA) de acordo com a ISO 14040, foram investigadas cadeias de abastecimento inteiras que fornecem alimentos aos consumidores alemães, comparando alimentos locais com alimentos de proveniência europeia e global. A agricultura em larga escala reduz os custos unitários associados à produção e transporte de alimentos, levando ao aumento da eficiência e à diminuição do uso de energia por quilo de alimento por meio de economias de escala. Pesquisas da Justus Liebig University Giessen mostram que pequenas operações de produção de alimentos podem causar ainda mais impacto ambiental do que operações maiores em termos de uso de energia por quilo, mesmo que as milhas de alimentos sejam menores. Estudos de caso de cordeiro, carne bovina, vinho, maçãs, sucos de frutas e carne de porco mostram que o conceito de milhas alimentares é muito simples para levar em conta todos os fatores de produção de alimentos.
Um relatório de pesquisa de 2006 da Universidade Lincoln, na Nova Zelândia, contesta as alegações sobre food miles comparando a energia total usada na produção de alimentos na Europa e na Nova Zelândia, levando em consideração a energia usada para enviar os alimentos para a Europa para os consumidores. O relatório afirma: "A Nova Zelândia tem maior eficiência de produção em muitas commodities alimentares em comparação com o Reino Unido. Por exemplo, a agricultura da Nova Zelândia tende a aplicar menos fertilizantes (que requerem grandes quantidades de energia para produzir e causam emissões significativas de CO) e os animais podem pastar o ano todo comendo grama em vez de grandes quantidades de ração. No caso da produção de laticínios e carne ovina, a Nova Zelândia é muito mais eficiente em energia, incluindo o custo de transporte, do que o Reino Unido, duas vezes mais eficiente no caso de laticínios e quatro vezes mais eficiente no caso de carne ovina.
Outros pesquisadores contestaram as alegações da Nova Zelândia. O professor Gareth Edwards-Jones disse que os argumentos "a favor das maçãs da Nova Zelândia enviadas para o Reino Unido provavelmente são verdadeiros apenas ou cerca de dois meses por ano, durante julho e agosto, quando a pegada de carbono para frutas cultivadas localmente dobra porque sai de lojas resfriadas ."
Estudos pelo Dr. Christopher Weber e colaboradores da pegada de carbono total da produção de alimentos nos EUA mostraram que o transporte é de menor importância, em comparação com as emissões de carbono resultantes da produção de pesticidas e fertilizantes e o combustível necessário para equipamentos agrícolas e de processamento de alimentos.

### A pecuária como fonte de gases de efeito estufa
Os animais de fazenda representam entre 20% e 30% das emissões globais de gases de efeito estufa (GEE). Esse número inclui a limpeza de terras para alimentar e pastar os animais. A derrubada de árvores e o cultivo são os principais impulsionadores das emissões agrícolas. O desmatamento elimina sumidouros de carbono, acelerando o processo de mudança climática. O cultivo, incluindo o uso de fertilizantes sintéticos, libera gases de efeito estufa, como o óxido nitroso. Os fertilizantes de nitrogênio são especialmente exigentes em combustíveis fósseis, pois produzir uma tonelada dele consome 1,5 toneladas de petróleo.
Enquanto isso, reconhece-se cada vez mais que a carne e os laticínios são as maiores fontes de emissões relacionadas a alimentos. O consumo de carne e laticínios do Reino Unido (incluindo importações) é responsável por cerca de 8% das emissões nacionais de gases de efeito estufa relacionadas ao consumo.
De acordo com um estudo dos engenheiros Christopher Weber e H. Scott Matthews, da Carnegie Mellon University, de todos os gases de efeito estufa emitidos pela indústria alimentícia, apenas 4% vem do transporte dos alimentos dos produtores para os varejistas. O estudo também concluiu que adotar uma dieta vegetariana, mesmo que a comida vegetariana seja transportada por longas distâncias, faz muito mais para reduzir as emissões de gases de efeito estufa do que uma dieta cultivada localmente. Eles também concluíram que "Mudar menos de um dia por semana de carne vermelha e laticínios para frango, peixe, ovos ou uma dieta baseada em vegetais alcança mais redução de gases do efeito estufa do que comprar todos os alimentos de origem local". Em outras palavras, a quantidade de consumo de carne vermelha é muito mais importante do que as milhas alimentares.

### Food miles"locais"
Um elemento comumente ignorado é a dita última milha (last mile) . Por exemplo, um galão de gasolina pode transportar 5 kg de carne mais de 97 mil quilômetros por estrada no transporte a granel, ou poderia transportar um único consumidor apenas 64 quilômetros para comprar essa carne. Assim, os alimentos de uma fazenda distante que são transportados a granel para um consumidor de uma loja próxima podem ter uma pegada menor do que os alimentos que um consumidor pega diretamente de uma fazenda que está a uma distância de carro, mas mais distante do que a loja. Isso pode significar que as entregas de alimentos por empresas podem levar a menores emissões de carbono ou uso de energia do que as práticas normais de compras. As distâncias relativas e o modo de transporte tornam esse cálculo complicado. Por exemplo, os consumidores podem reduzir significativamente a pegada de carbono da última milha caminhando, andando de bicicleta ou usando transporte público. Outro impacto é que mercadorias transportadas por grandes navios por longas distâncias podem ter emissões de carbono associadas ou uso de energia mais baixas do que as mesmas mercadorias que viajam por caminhão a uma distância muito menor.

### Análise do ciclo de vida, em vez defood miles
A análise do ciclo de vida de vida, uma técnica que combina uma ampla gama de diferentes critérios ambientais, incluindo emissões e resíduos, é uma maneira mais holística de avaliar o impacto ambiental real dos alimentos que ingerimos. A técnica considera a entrada e saída de energia envolvida na produção, processamento, embalagem e transporte de alimentos. Também leva em consideração o esgotamento de recursos, poluição do ar e poluição da água e geração de resíduos, incluindo resíduos sólidos urbanos .
Várias organizações estão desenvolvendo maneiras para calcular o custo de carbono ou o impacto do ciclo de vida dos alimentos e da agricultura. Alguns são mais robustos do que outros, mas, no momento, não há uma maneira fácil de dizer quais são completos, independentes e confiáveis, e quais são apenas marketing hype .
Mesmo uma análise completa do ciclo de vida só leva em conta os efeitos ambientais da produção e consumo de alimentos. No entanto, contempla apenas o pilar ambiental entre três pilares : ambiental, social e econômico.